# Urvillers
Urvillers és un municipi francès situat al departament de l'Aisne i a la regió dels Alts de França. L'any 2007 tenia 597 habitants.

## Demografia

### Població
El 2007 la població de fet d'Urvillers era de 597 persones. Hi havia 236 famílies de les quals 48 eren unipersonals (20 homes vivint sols i 28 dones vivint soles), 84 parelles sense fills, 96 parelles amb fills i 8 famílies monoparentals amb fills.
La població ha evolucionat segons el següent gràfic:
Habitants censats

### Habitatges
El 2007 hi havia 242 habitatges, 235 eren l'habitatge principal de la família, 1 era una segona residència i 6 estaven desocupats. Tots els 240 habitatges eren cases. Dels 235 habitatges principals, 216 estaven ocupats pels seus propietaris, 14 estaven llogats i ocupats pels llogaters i 5 estaven cedits a títol gratuït; 4 tenien dues cambres, 17 en tenien tres, 58 en tenien quatre i 156 en tenien cinc o més. 167 habitatges disposaven pel capbaix d'una plaça de pàrquing. A 101 habitatges hi havia un automòbil i a 112 n'hi havia dos o més.

### Piràmide de població
La piràmide de població per edats i sexe el 2009 era:
| Homes | Edats   | Dones |
| ----- | ------- | ----- |
| 0     | 95 o +  | 0     |
| 0     | 90 a 94 | 0     |
| 0     | 85 a 89 | 0     |
| 4     | 80 a 84 | 4     |
| 16    | 75 a 79 | 8     |
| 4     | 70 a 74 | 16    |
| 20    | 65 a 69 | 8     |
| 16    | 60 a 64 | 12    |
| 12    | 55 a 59 | 12    |
| 12    | 50 a 54 | 16    |
| 28    | 45 a 49 | 40    |
| 28    | 40 a 44 | 24    |
| 32    | 35 a 39 | 40    |
| 16    | 30 a 34 | 16    |
| 8     | 25 a 29 | 16    |
| 4     | 20 a 24 | 12    |
| 32    | 15 a 19 | 18    |
| 12    | 10 a 14 | 44    |
| 20    | 5 a 9   | 40    |
| 4     | 0 a 4   | 12    |

## Economia
El 2007 la població en edat de treballar era de 404 persones, 303 eren actives i 101 eren inactives. De les 303 persones actives 276 estaven ocupades (149 homes i 127 dones) i 27 estaven aturades (16 homes i 11 dones). De les 101 persones inactives 44 estaven jubilades, 29 estaven estudiant i 28 estaven classificades com a «altres inactius».

### Ingressos
El 2009 a Urvillers hi havia 249 unitats fiscals que integraven 652 persones, la mediana anual d'ingressos fiscals per persona era de 19.426,5 €.

### Activitats econòmiques
Dels 16 establiments que hi havia el 2007, 1 era d'una empresa extractiva, 3 d'empreses de fabricació d'altres productes industrials, 5 d'empreses de construcció, 2 d'empreses de comerç i reparació d'automòbils, 1 d'una empresa d'hostatgeria i restauració, 1 d'una empresa de serveis, 1 d'una entitat de l'administració pública i 2 d'empreses classificades com a «altres activitats de serveis».
Dels 9 establiments de servei als particulars que hi havia el 2009, 1 era un taller de reparació d'automòbils i de material agrícola, 4 paletes, 1 guixaire pintor, 2 perruqueries i 1 restaurant.
L'any 2000 a Urvillers hi havia 16 explotacions agrícoles que ocupaven un total de 711 hectàrees.

## Equipaments sanitaris i escolars
El 2009 hi havia una escola elemental.

## Poblacions més properes
El següent diagrama mostra les poblacions més properes.